# Reforma de Pineda
Reforma de Pineda è un comune del Messico, situato nello stato di Oaxaca.